# Когда весна придёт, не знаю
«Когда́ весна́ придёт, не зна́ю» — популярная песня композитора Бориса Мокроусова на стихи Алексея Фатьянова, написанная для кинофильма «Весна на Заречной улице» режиссёров Феликса Миронера и Марлена Хуциева, вышедшего на экраны в 1956 году. Стихотворение датировано 1955 годом. Также встречаются названия «Когда весна придёт» и «На Заречной улице».

## История
Когда весна придёт, не знаю…

Пройдут дожди… Сойдут снега.

Но ты мне, улица родная,

И в непогоду дорога́.

<…>

На этой улице подростком

Гонял по крыше голубей,

И здесь, на этом перекрёстке,

С Любовью встретился своей.

Теперь и сам не рад, что встретил,

Что вся душа полна тобой…

Зачем, зачем на белом свете

Есть безответная любовь?..
Фильм «Весна на Заречной улице» снимался на Одесской киностудии. Его режиссёрами были Феликс Миронер и Марлен Хуциев, а композитором — Борис Мокроусов. Главной сюжетной темой была история любви передовика-сталевара Саши Савченко и учительницы вечерней школы Тани Левченко, роли которых исполняли Николай Рыбников и Нина Иванова. Режиссёры решили, что по ходу фильма Николай Рыбников должен исполнить лирическую песню. Мелодия для такой песни у Мокроусова уже была — она изначально предназначалась для спектакля «Макар Дубрава», поставленного в 1948 году в Театре имени Вахтангова по пьесе Александра Корнейчука. Потом спектакль был снят с репертуара и «прекрасная мелодия осталась бесхозной». Слова для песни создатели фильма попросили написать поэта Алексея Фатьянова.
Фатьянов работал над стихами летом 1955 года. По мере создания он пел написанные им фрагменты будущей песни друзьям и знакомым, среди которых были журналист Антонина Атабекова, поэт Марат Виридарский и другие. Фатьянов чувствовал, «что песня выходит у него необыкновенно хорошая». Поскольку в те времена считалось, что создатели песни к фильму «обязаны „прочувствовать“ сюжет, понять героя, вжиться в его характер», Фатьянов ездил в Одессу, где вместе с Борисом Мокроусовым присутствовал на съёмках фильма. По воспоминаниям оператора фильма Петра Тодоровского, когда Фатьянов приехал в Одессу, он долго беспокоился о том, что «всё в песне есть — и любовь, и дружба, а вот профессии нет». После долгих поисков нужных слов, он был очень рад, когда в конце концов их нашёл: «Ту заводскую проходную, что в люди вывела меня».

Памятник Саше Савченко (герою Николая Рыбникова) в Запорожье

В фильме песню исполнил Николай Рыбников, а аккомпанировал ему на гитаре Пётр Тодоровский. По-видимому, из-за этого впоследствии и возник миф о том, что мелодия была создана Тодоровским, а Мокроусов её только обработал. Второй куплет песни: «Мне всё здесь близко, всё знакомо, / Всё в биографии моей — / Дверь комсомольского райкома, / Семья испытанных друзей», — в исполнении Рыбникова не прозвучал, поэтому он остался не столь известным. Когда стихи были готовы, Фатьянов предложил их для публикации в ежегоднике «День поэзии», но в редакции ему отказали, сказав, что «мартеновские печи, заводская проходная, комсомольский райком не слишком-то сочетаются с детскими воспоминаниями лирического героя и его мыслями о любви». По словам Марлена Хуциева, Фатьянов был до такой степени расстроен этим отказом, что даже заплакал.
Фильм «Весна на Заречной улице» вышел на экраны в ноябре 1956 года и стал одним из лидеров кинопроката — в кинотеатрах его посмотрело более 30 миллионов зрителей. Популярной стала и песня «Когда весна придёт, не знаю», мелодия которой стала лейтмотивом всего фильма. В частности, её называли «неофициальным гимном сталеваров». На родине Алексея Фатьянова — в Вязниках — проводится ежегодный Фатьяновский праздник, традиционно заканчивающийся этой песней, которую стоя поёт многотысячный хор зрителей. Отмечалось, что эту песню в разное время исполняли четыре президента — Нурсултан Назарбаев (одна из самых любимых его песен), Леонид Кучма, Виктор Янукович, а также Владимир Путин, спевший её на одном из Фатьяновских праздников.

## Отзывы
Поэт Евгений Долматовский, вспоминая о том, как создавалась эта песня, писал, что она получилась не сразу — и Фатьянов, и Мокроусов «искали и слова, и музыкальные интонации, чтобы монолог рабочего парня получился убедительным». По словам Долматовского, Фатьянову удалось выполнить очень сложную задачу — «о мартеновских печах, о заводской проходной он сказал так, что эти сухие слова зазвучали проникновенно, как интимная лирика».
По словам писательницы Татьяны Дашкевич, автора книги о Фатьянове, песня «Когда весна придёт, не знаю» как «стала общенародной сразу же, без всякой, как нынче говорят, „раскрутки“», так «она ею и остаётся». Дашкевич писала: «Многие „выходили в люди“ через заводскую проходную. Многие песню считали своей, местной, народ её „присвоил“».
Отмечался и хороший выбор актёра для исполнения этой лирической песни. Кинокритик Александр Колбовский писал, что «уютный голос Рыбникова вписывался в окраинный дворовый быт всех Заречных улиц страны: этому голосу очень шла гитара и никак не подходил громкий оркестр».